# Archipel
Pour les articles homonymes, voir Archipel (homonymie).

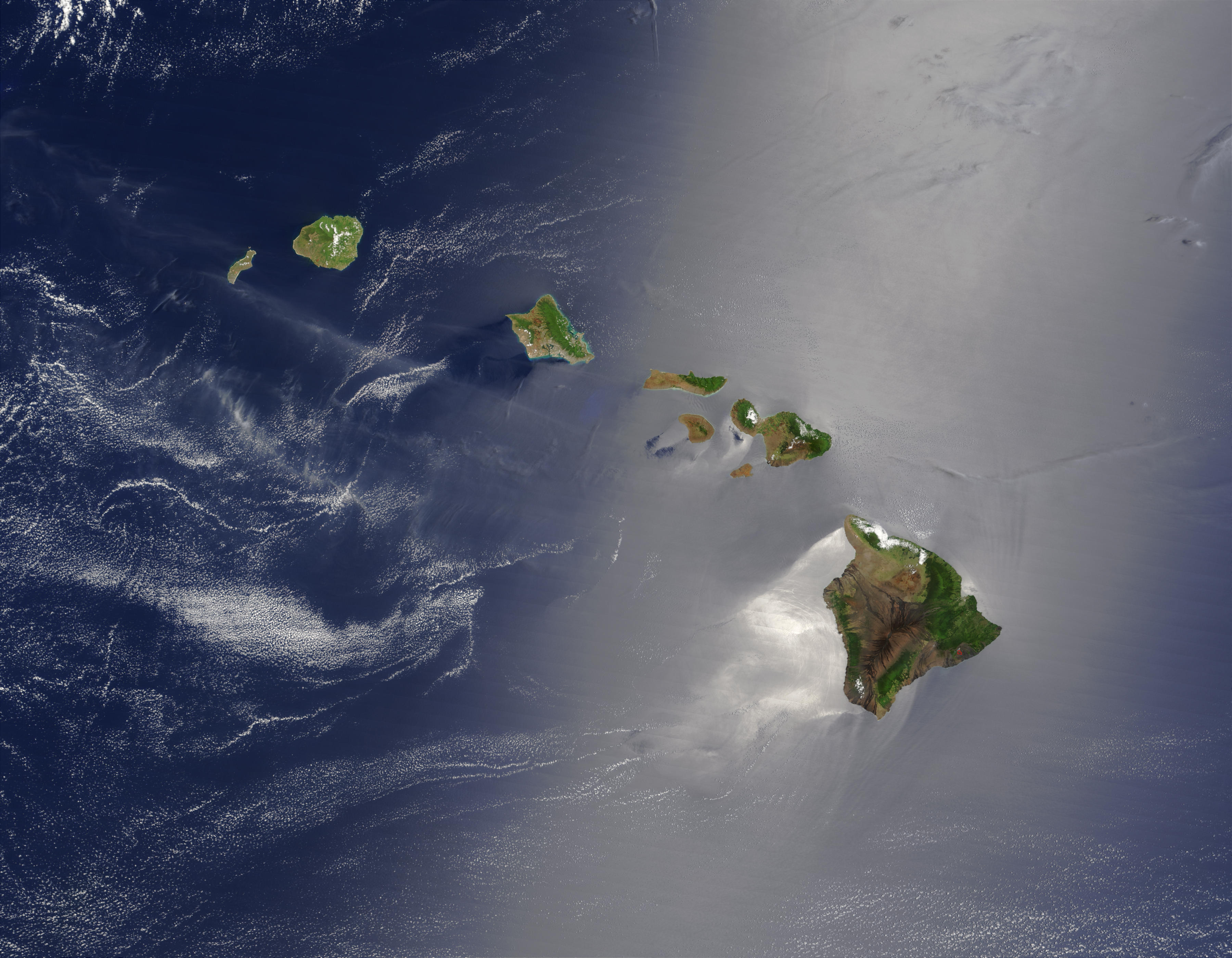
L'archipel d'Hawaï.

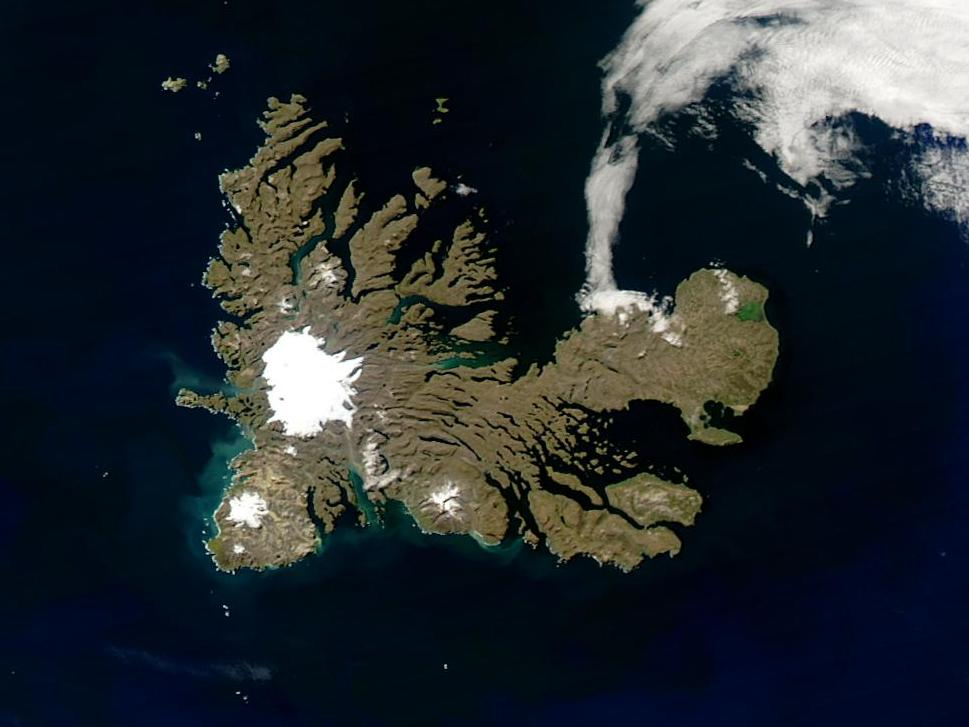
L'archipel Kerguelen, partie des Terres australes et antarctiques françaises.

Un archipel est un ensemble d'îles relativement proches les unes des autres. La proximité se double le plus souvent d'une origine géologique commune, en général volcanique.
Cette notion est utilisée en géographie pour désigner un mode d'appropriation spécifique de l'espace entre des éléments isolés entretenant des liens importants et primordiaux.

## Origine et étymologie

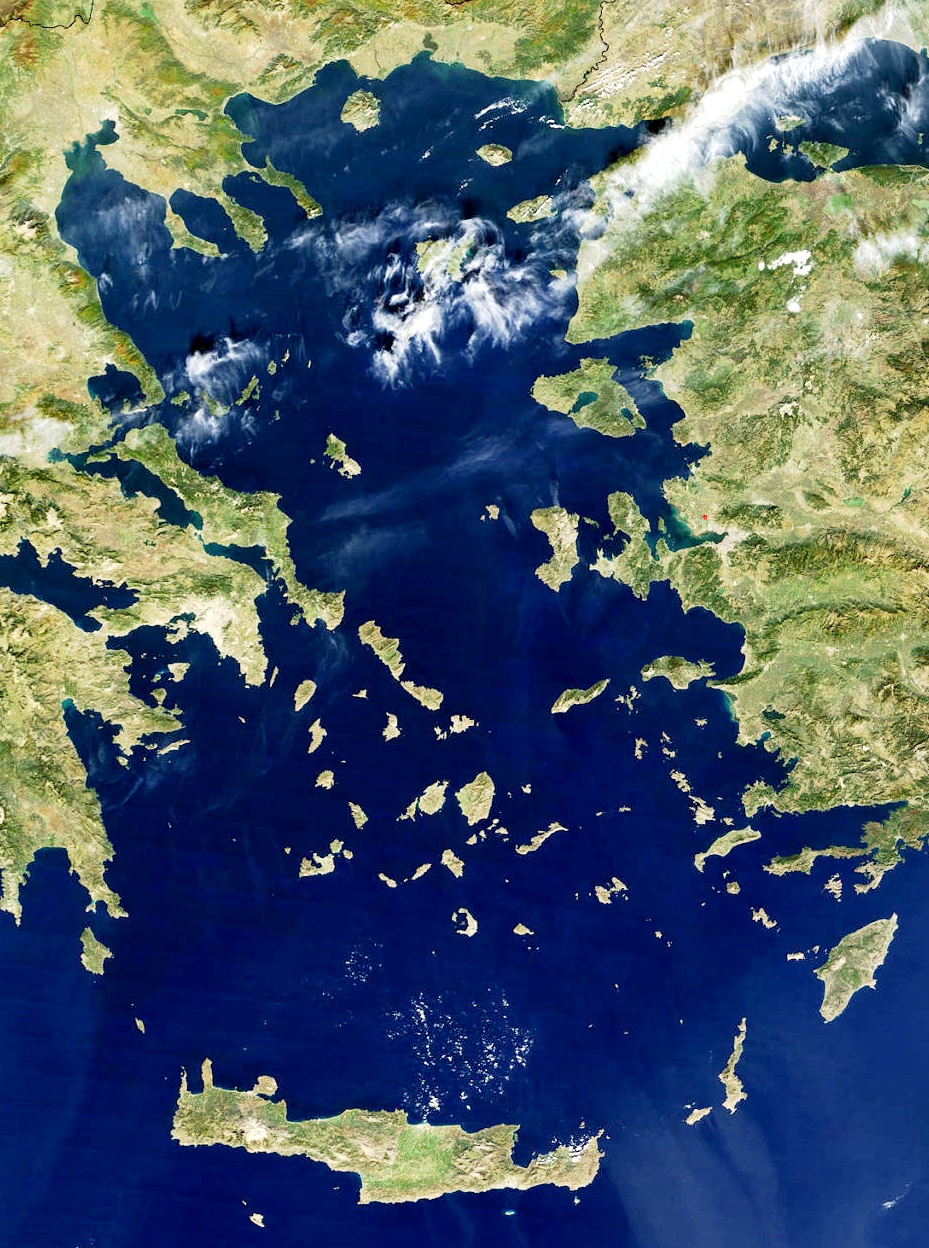
Mer Égée (à l'origine du terme d'archipel) et ses nombreuses îles.

Le terme « archipel » est emprunté de l'italien arcipelago, attesté depuis le XIVe siècle, lui-même une déformation du grec Aigaion Pelagos (Αἰγαῖον Πέλαγος, mer Égée). La parétymologie savante popularisée par Buondelmonti la reliant à la racine grecque ἂρχη-, ayant elle-même dérivé pour lui faire finalement signifier mer principale, est encore présente dans divers ouvrages, dont le Dictionnaire de l’Académie française. 
Utilisé originellement par les Vénitiens pour désigner la mer Égée qu'ils conquirent entre 1185 et 1210, le terme prit par la suite le sens de groupe d’un grand nombre d'îles (les Cyclades, les Sporades, Salamine, Eubée, Samothrace, Lemnos, Samos, Lesbos, Chios, Rhodes, etc.).

## Géographie
En géographie, la notion d'« archipel » renvoie à une conception spécifique de l'espace que l'on constate dans ce type de lieu, qui permettent de constater qu'« un espace géographique n'est pas nécessairement continu » : les liens entretenus par ces îles en réseau en quelque sorte « par-dessus » l'espace marin qui les sépare, constituent un espace discontinu se caractérisant par sa cohésion. Cette notion a été étendue métaphoriquement à d'autres types d'espaces géographiques. Par exemple, dans l'étude de l'économie mondialisée actuelle, des géographes tels Pierre Veltz parlent d'une « économie d'archipel » : l'économie mondiale est contrôlée à partir d'un nombre restreint de métropoles bien reliées entre elles par des moyens de communication performants, des voies maritimes aux télécommunications. Ces métropoles apparaissent comme un archipel d'îles isolé sur une mer.

### Liste d'archipels
Liste d'archipels : il faut noter ici que certains archipels peuvent être regroupés ; ce regroupement est encore considéré comme un archipel. Par exemple, les Antilles sont un archipel de l'océan Atlantique, composé principalement des Grandes Antilles et des Petites Antilles, elles aussi des archipels. Le tableau suivant regroupe des archipels avec un nombre décroissant d'îles, certains « doublons » peuvent donc exister. Il faut noter de plus que les nombres proposés sont parfois sous-estimés (il peut s'agir du nombre d'îles avec une surface suffisamment importante pour être recensée).
| Nom de l'archipel   | Nombre d'îles | État ou zone géographique                                 | Note                                            |
| ------------------- | ------------- | --------------------------------------------------------- | ----------------------------------------------- |
| Archipel finlandais | 179 584       | En mer Baltique, dans le sud-ouest de la Finlande         | Plus grand archipel au monde                    |
| Archipel Arctique   | 36 563        | Canada, en océan Arctique                                 |                                                 |
| Indonésie           | 16 056        | République d'Indonésie (Asie du Sud-Est et Océanie)       | État archipel                                   |
| Philippines         | 7 107         | République des Philippines (Asie du Sud-Est)              | État archipel                                   |
| Archipel japonais   | 6 852         | État du Japon (Asie de l'Est)                             | État archipel                                   |
| Antilles            |               | Amérique centrale, océan Atlantique                       |                                                 |
| Maldives            | 1 199         | Asie du Sud, océan Indien                                 | État insulaire                                  |
| Archipel Alexandre  | 1 100         | États-Unis (Alaska), océan Pacifique Nord                 |                                                 |
| Îles Aléoutiennes   | 300           | Océan Pacifique Nord (au large de l'Alaska)               | Îles volcaniques                                |
| Cyclades            | 250           | Grèce, Mer Égée                                           |                                                 |
| Hawaï               | 137           | Océan Pacifique                                           | Volcanisme de point chaud                       |
| Tuvalu              | 123           | État des Tuvalu (Océanie)                                 | État archipel                                   |
| Seychelles          | 115           | République des Seychelles (océan Indien)                  | État archipel                                   |
| Îles Chausey        | 52            | France (Normandie)                                        |                                                 |
| Mascareignes        | 52            | Océan Indien                                              | Principalement La Réunion, Maurice et Rodrigues |
| Îles Féroé          | 29            | Océan Atlantique Nord                                     |                                                 |
| Les Comores         | 3             | Canal du Mozambique, au large de la côte est de l'Afrique | Archipel volcanique                             |

## Philosophie et poésie
Dans le sillage d'Édouard Glissant, l'image de l'archipel est utilisée pour évoquer une manière de penser et de parler qui repose sur la relation entre les divers lieux du monde. Cette notion repose sur des inspirations de la poésie caribéenne, avec par exemple Saint-John Perse, mais a aussi par exemple été étendu aux productions de Pascal Quignard.

## Droit
En droit international et en droit de la mer, la notion d'état archipel désigne un État constitué entièrement par un ou plusieurs archipels et éventuellement d'autres îles.